# 여성 간 성행위

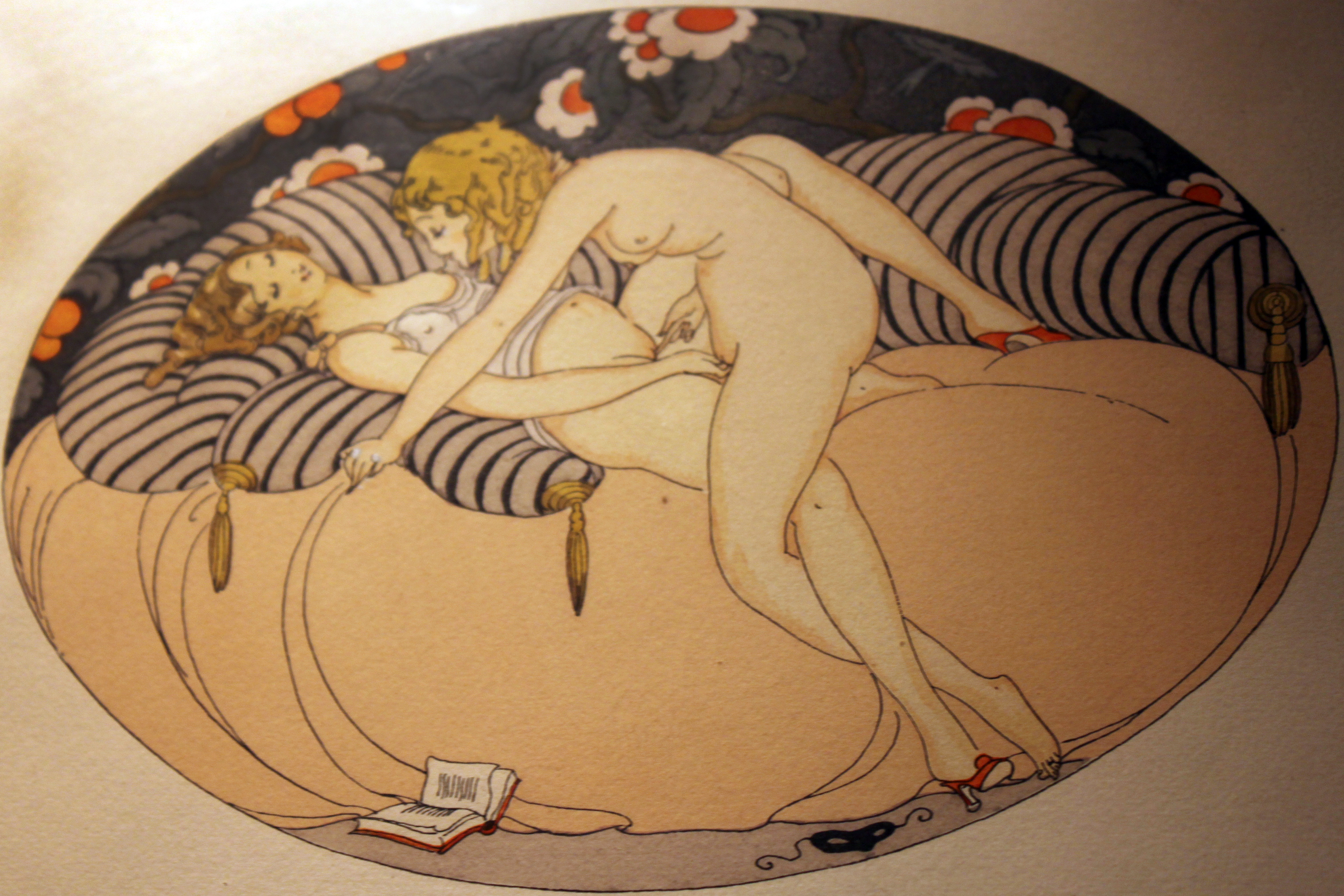

여성 간 성행위는 여성과 성교하는 여성이 행하는 인간의 성행위의 총칭이다.

## 용어
한국어에는 여성 간 성교를 의미하는 밴대질이라는 표현이 있다. 밴대질은 음모가 나지 않은 어른의 성기를 뜻하는 '밴대보지'에서 유래된 표현으로 성기를 서로 문지르는 행위인 영어의 트리배디즘을 의미한다. 그 외에도 쌍딜도 등 여러 가지 딜도를 사용하거나 손가락 등을 삽입하여서 할 수도 있다.

## 레즈비언 여성 간 성적 관계의 유형
레즈비언 여성 간 성적 관계는 다양한 형태가 있으며, 상호 합의 하에 이루어지는 여러 성적 행위를 포함합니다. 주요 유형은 다음과 같습니다:

### 신체 접촉 기반 관계
1. 트리바디즘 (Tribadism / Scissoring)[1]
2. 키스 (Kissing)[1]
3. 유두 자극 (Nipple stimulation)[2]
4. 욕조나 샤워 중 성관계[3]

### 직접 성기 자극
1. 구강 성교 (Cunnilingus)[1]
2. 손가락 자극 (Digital stimulation)[2]
3. 딜도 또는 스트랩온 사용[3]
4. 진동기 및 기타 성기구 사용[4]

### 항문 자극
1. 항문 성교 (Anal stimulation)[5]

### 상호 자위 및 역할 놀이
1. 상호 자위 (Mutual masturbation)[1]
2. 성 역할 놀이 (Role-playing)[2]
3. BDSM 관련 행위[3]

### 원격 및 디지털 성관계
1. 공동 포르노 시청[4]
2. 원격 제어 성기구 사용[5]
3. 사이버섹스 (Cybersex)[1]
4. 성적 메시지 및 사진 교환[2]

## 같이 보기
- 남성 간 성행위
- 레즈비언
- 여성과 성교하는 여성